# Epifanio Olives y Terés
Epifanio Olives y Terés' (?-Valls, 1602) fue comisario real de Felipe III de España y sobrino del arzobispo de Tarragona y virrey de Cataluña Juan Terés y Borrull, hermano de Margarita Terés y Borrull, madre de Epifanio, casada con Francisco Olives.

## Título de caballero
En la sesión de las Cortes celebradas el 1599 en Barcelona, Olives fue armado caballero y recibió privilegios de noble por el rey Felipe III.

## Muerte
En 1602, Olives se encontraba en Valls, ciudad reinada por el terror provocado por los enfrentamientos entre los bandos de los voltors y los morells. Fueron dos de los líderes de los voltors, Pedro Voltor y Miguel Catalá, los que se infiltaron en el Castillo de Valls y mataron a tiros de pedreñal al comisario real en el patio del castillo. Los jurados de Valls y muchos prohombres de la ciudad fueron declarados cómplices por la Real Audiencia de Cataluña. Esto hizo que las relaciones entre las autoridades de Valls y la archidiócesis de Tarragona, liderada por su tío, fueran tensas. Más tarde en ese mismo año, y ya siendo su tío Juan Terés virrey de Cataluña, Pere Voltor fue capturado, sentenciado y descuartizado. Un año después de la muerte de Olives, su tío prohibió la fabricación de pedreñales a los herreros y mecánicos.